# بولس ديميتريو
بولس ديميتريو (باليونانية: Παύλος Δημητρίου)‏ هو لاعب كرة قدم ومدرب كرة قدم يوناني في مركز الوسط، ولد في 1957 في سيرس في اليونان. لعب مع أيك أثينا.